# Kom ti byin
Kom ti byin är det tredje albumet av den finlandssvenska gruppen KAJ. Albumet släpptes den 8 oktober 2016.

## Låtlista
1. Doppus Preludium
2. Pa to ta na kako?
3. Kom ti byin
4. Manlig vänskap
5. Måll åpåå
6. Hupparipäivä (feat. Kuningas Pähkinä & Setä Tamu)
7. Härkas (No var e nåo na twerkas)
8. Frassin
9. Wilhelm von Schwerin
10. Pöbeln vid Jutas (feat. Amélie goes to Belgrad)
11. Taco hej (me Gu$ta)